# Christoph Mueller (Grafiker)
Christoph Mueller (* 1980 bei Aachen) ist ein deutscher Künstler, Comiczeichner und Designer.

## Leben und Wirken
Geboren in der Nähe von Aachen, wuchs Mueller in seinen ersten sieben Jahren in Landgraaf in den benachbarten Niederlanden auf, bevor er nach der Scheidung seiner Eltern wieder nach Deutschland zog, wo er sich jedoch nie wirklich heimisch fühlte. Während seiner Kindheit und Jugendzeit kompensierte er seelische Probleme durch eine in Form von Zeichnungen und Skizzen auf Papier gebrachten Flucht in fiktiven Abenteuerwelten. Noch als Schüler entwickelte sich daraus ein starkes Interesse an Grafikdesign und er entwarf erste digitale Schriften und Websites. Mit erst 16 Jahren schuf er die neue Schriftart, den Free-Font „Mom's Typewriter“.
Nach seinem Abitur studierte Mueller von 2000 bis 2006 Visuelle Kommunikation an der Fachhochschule Aachen. Anschließend vertiefte er durch Selbststudium seine zeichnerischen Fähigkeiten und arbeitete ab 2006 als freiberuflicher Künstler, Illustrator, Letterer, Designer und Comic-Zeichner. Dabei setzt sich Mueller bedingt durch seine Lebenseindrücke in vielen seiner Werke vor allem mit dem Thema der Selbstanalyse und -reflexion auseinander. Es entstand eine Vielzahl von repräsentativen CD- und Plattencovern, Veranstaltungsplakaten und Logos sowie Shirt-Designs für die amerikanische und europäische Alternative Roots-Musikszene. Zwischenzeitlich war Mueller von 2012 bis 2016 „Contributing Editor“ (mitwirkender Redakteur) für das „Mineshaft Magazine“, ein unabhängiges Kunst-, Comic- und Literaturmagazin, in dem auch Künstler wie beispielsweise Robert Crumb, Billy Childish, Charles Bukowski und andere regelmäßig veröffentlichen. Darüber hinaus arbeitete er zwischen 2014 und 2016 zugleich als „Contributing Artist“ (mitwirkender Künstler) für die „Company of Military Historians“, die sich mit der Erforschung und visuellen Rekonstruktion historischer Uniformen beschäftigt.
Nach einigen Comic-Heften im Selbstverlag, wie beispielsweise „Fil.th.“ im Jahr 2015 und „Nincompoop“ im Jahr 2016, das vom The Comics Journal zu den „Best Short-Form Comics of 2016“ gekürt wurde, veröffentlichte Mueller im französischen Verlag „Six pieds sous terre“ seine bisherigen Hauptwerke „The Mighty Millborough, Contes Du'n Homme De Goût“ im Jahr 2013 und „The Mighty Millbourogh – Les choses de la vie“ im Jahr 2019.
Zuletzt gestaltete er die Titelseite der The New Yorker vom 11. Mai 2020, was bisher erst zwei Künstlern (Christoph Niemann und Birgit Schössow) aus Deutschland möglich war. In diesem Cover setzt er sich mit der anhaltenden COVID-19-Pandemie auseinander. Das Cover bildet den Mittelpunkt seiner ersten musealen Ausstellung „Matters of Mind“ (Die Tiefe der Dinge) im Ludwig Forum für Internationale Kunst im Herbst/Winter 2020/2021.
Darüber hinaus ist Mueller ein gefragter Gast auf den verschiedenen Szene-Messen, darunter dem Comicfestival München und der Comiciade in Aachen.

## Veröffentlichungen (Auswahl)
- The Mighty Millborough, Contes Du'n Homme De Goût. Six pieds sous terre Èditions (Hrsg.), Frankreich 2013, ISBN 978-2-35212093-3
- The Mighty Millbourogh – Les choses de la vie. Six pieds sous terre Èditions (Hrsg.), Frankreich 2019, ISBN 978-2-35212152-7
- 28-seitiges Interview mit Robert Crumb und Alternativcover in bzw. auf COMIC!-Jahrbuch 2020, Deutschland 2020, ISBN 978-3-88834930-0